# 荘儼帝姫
荘儼帝姫（そうげんていき）は、北宋の仁宗の十三女。

## 経歴
貴人董氏（後に貴妃を追贈された）の三女として嘉祐6年7月23日（1061年8月17日）に生まれ、同年閏8月26日（10月18日）に夭折した。公主に封じられる前に死去したが、死去の当日に楚国公主の位を追贈された。
治平元年（1064年）6月、再従兄の英宗から韓国長公主の位を追贈された。元符3年（1100年）3月、徽宗から豫国大長公主の位を再追贈された。政和4年（1114年）12月、荘儼大長帝姫の位を再追贈された。

## 伝記資料
- 『続資治通鑑長編』
- 『宋会要輯稿』
- 『皇故第十三女追封楚国公主制』